# Bill Dundee
William "Bill" Crookshanks (24 de octubre de 1943) es un luchador profesional y promotor australiano más conocido por su nombre en el ring Bill Dundee. Ha trabajado para diversas promociones dentro de su carrera como American Wrestling Association, Continental Wrestling Association y Ohio Valley Wrestling.
Entre sus logros destacan haber conseguido 2 veces el Campeonato Mundial en Parejas de la AWA, 9 veces el Campeonato Sureño Peso Pesado de la AWA, 4 veces el Campeonato Internacional Peso Pesado de la AWA y una vez el Campeonato International en Parejas de la AWA. También consiguió un reinado como Campeón Peso Pesado de la OVW.

## Vida personal
Nació el 24 de octubre de 1943. Bill creció en un circo como trapecista antes de mudarse a Australia a la edad de 16 años. En 1962, inició su carrera como luchador y finalmente llegó a Estados Unidos a luchar bajo el nombre de “Superstar” Bill Dundee en 1974 junto con su compañero de equipo George Barnes.
Dundee tiene un hijo que lucha bajo el nombre de “JC Ice”. Su nieto Dylan Eaton también es luchador.
En los primeros años de la década de 1990, se asoció con Hurt Dog, hermano del mánager de Jerry Lawler para abrir una tienda de muebles en Evansville, Indiana llamada “Superstar Dundee Furniture”. El almacén colapsó un año después.

## Carrera
Dundee participó en el territorio de Memphis donde tuvo un feudo en contra de Jerry Lawler y Jimmy Valiant por años. Dundee y Lawler se van a la American Wrestling Association donde consiguen los Campeonatos Mundiales en Parejas en dos ocasiones. Como luchador individual consiguió en varias ocasiones el Campeonato Sureño Peso Pesado.
Dundee también trabajó para Jim Crockett Promotions, Central States Wrestling y Championship Wrestling From Florida donde hizo pareja con Jimmy Garvin y tuvo un feudo contra Sam Houston por el Campeonato Peso Pesado de los Estados Centrales de la NWA. Dundee también fue mánager de The Barbarian y de MOD Squad en aquellos territorios.
También tuvo una carrera en la World Championship Wrestling en la década de 1990 como Sir William, Mánager de Lord Steven Regal.
Dundee trabajó como booker en Memphis, Luisiana y Georgia.
En la década de 1990, Dundee trabajó como DJ y mánager en su negocio Superstar Bill Dundee’s Showgirl Bar que ahora se conoce como Country Hooters en Holladay, Tennessee.
Dundee aún se mantiene activo en la lucha libre, a partir de 2005 trabaja en Memphis Wrestling donde ha participado como luchador Heel y Face. Frecuentemente aparece en Jackson, Tennessee hablando en la radio WNWS 101,5 con Dan Reeves y en un show de conversación en un canal del cable. Dundee es promotor de shows independientes de lucha libre en Tennessee.
En el verano de 2007, Dundee animó un show en un torneo local de dodgeball caritativo. En 2009, Dundee promueve shows de lucha libre y MMA.

## En Lucha
- Movimientos finales
  - Bombs Away
  - Diving crossbody
- Movimientos de firma
  - Piledriver
  - Small Package
- Managers
  - Jimmy Hart
  - Ronald Gosset
  - Tessa
- Luchadores dirigidos
  - Masahiro Chono
  - Buddy Landell
  - Lord Steven Regal
  - Jimmy Garvin
  - The Barbarian
  - The MOD Squad
- Apodos
  - "Superstar" Bill Dundee

## Campeonatos y logros
- Central States Wrestling
  - NWA Central States Heavyweight Championship (1 vez)
- Mid-South Wrestling Association
  - Mid-South Television Championship (1 vez)
- NWA Mid-America / Continental Wrestling Association / Championship Wrestling Association
  - AWA Southern Heavyweight Championship (9 veces)
  - AWA Southern Tag Team Championship (14 veces) - con Jerry Lawler (4), Tommy Rich (2), Dream Machine (2), Steve Keirn (2), Robert Gibson (1), Robert Fuller (1), Norvell Austin (1) y Dutch Mantel (1)
  - AWA World Tag Team Championship (2 veces) - con Jerry Lawler
  - CWA International Heavyweight Championship (4 veces)
  - CWA International Tag Team Championship (1 vez) - con Rocky Johnson
  - CWA Southwestern Heavyweight Championship (1 vez)
  - CWA World Heavyweight Championship (1 vez)
  - CWA World Tag Team Championship (1 vez) - con Tommy Rich
  - NWA Mid-America Heavyweight Championship (1 vez)
  - NWA Mid-America Tag Team Championship (1 vez) - con Ricky Gibson
  - NWA Southern Heavyweight Championship (Memphis version) (1 vez)
  - NWA Southern Tag Team Championship (Mid-America version) (3 veces) - con Big Bad John (2) y Tommy Rich (1)
  - NWA United States Junior Heavyweight Championship (2 veces)
- Ohio Valley Wrestling
  - OVW Heavyweight Championship (1 vez)
- Power Pro Wrestling
  - PPW Tag Team Championship (1 vez) - con Jerry Lawler
- Southeastern Championship Wrestling
  - NWA Southeastern Tag Team Championship (1 vez) - con Tommy Rich
  - NWA United States Junior Heavyweight Championship (Southeastern version) (1 vez)
- United States Wrestling Association
  - USWA Heavyweight Championship (1 vez)
  - USWA Junior Heavyweight Championship (2 veces)
  - USWA Southern Heavyweight Championship (3 veces)
  - USWA Texas Heavyweight Championship (3 veces)
  - USWA World Tag Team Championship (3 veces) - con Jerry Lawler (2) y Jamie Crookshanks (1)
- World Class Wrestling Association
  - CWA Southwestern Heavyweight Championship (2 veces)